# Famille Rosenberg
La famille Rosenberg (Rožmberkové en tchèque) est une ancienne famille de noblesse féodale qui possédait de nombreuses terres en Bohême, aujourd'hui région historique de la Tchéquie. Originaire de Rožmberk nad Vltavou, la lignée patrilinéaire s'éteint en 1611.

## Histoire

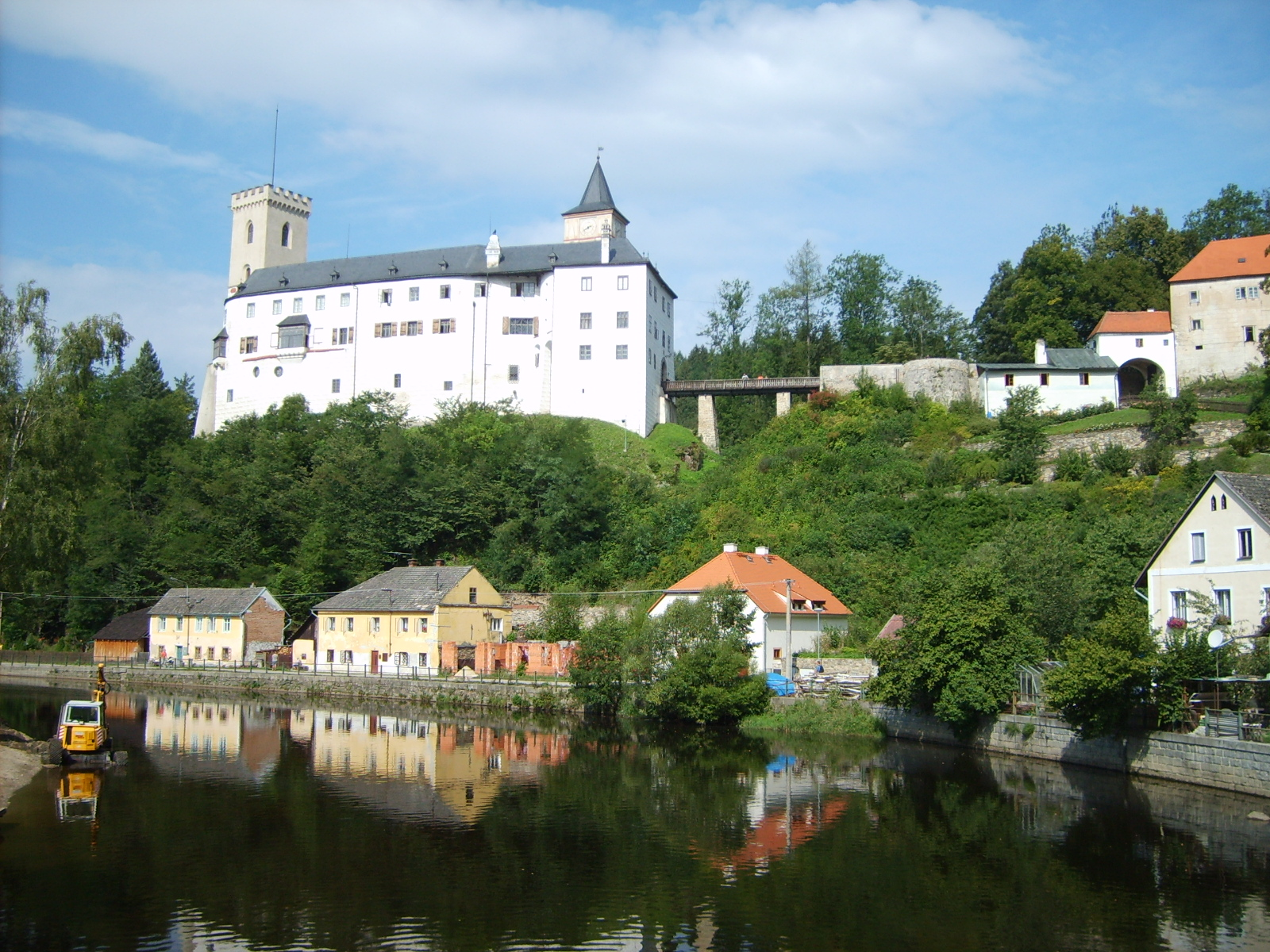
Le château de Rožmberk.

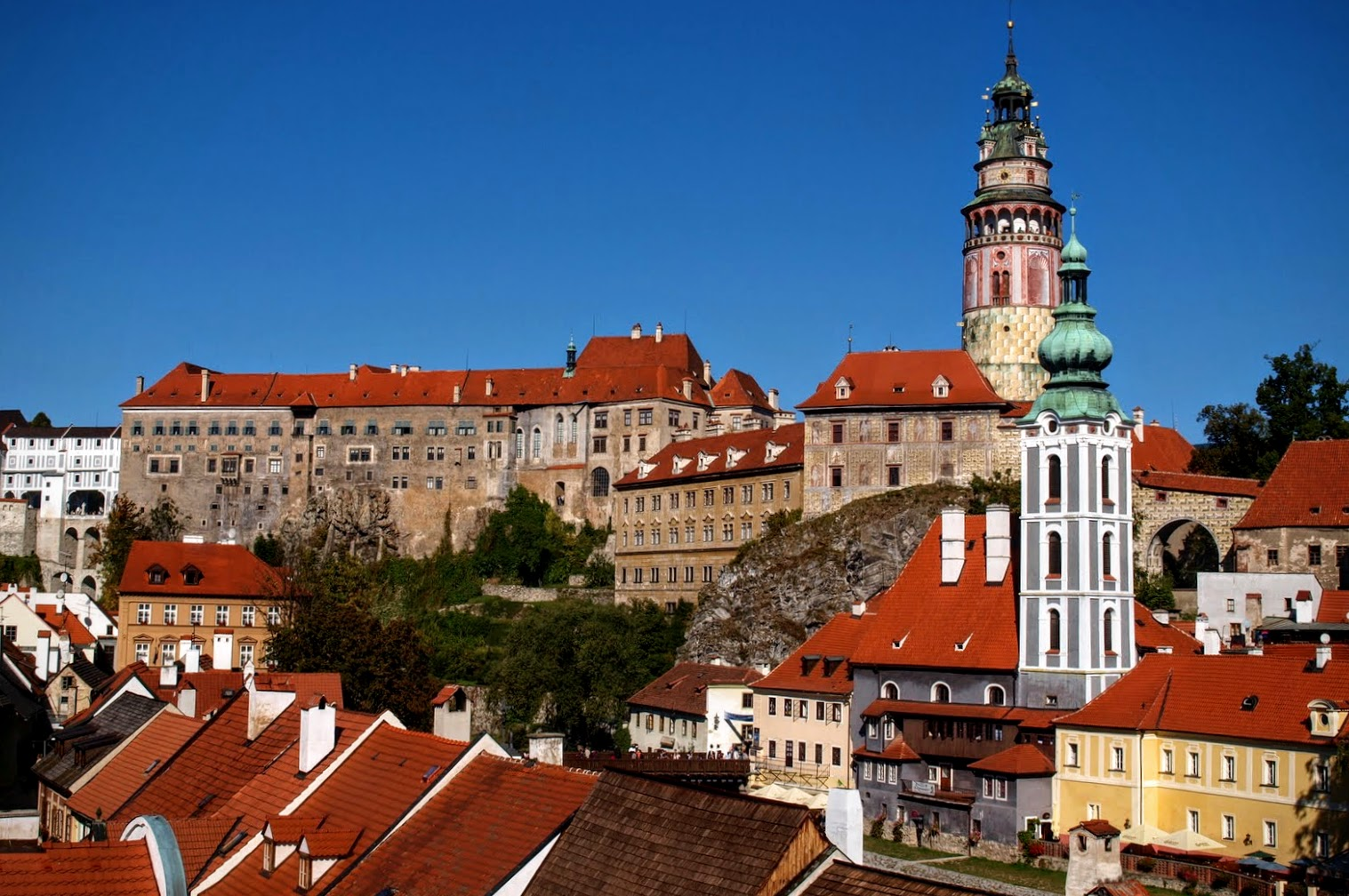
Le château de Český Krumlov.

Les origines de cette lignée de puissants seigneurs remontent au XIIe siècle, lorsque la noble famille des Vítkovci, descendants de Vitiko de Prčice († 1194), s'installe en Bohême du Sud. Vitiko lui-même entra au service de la dynastie des Přemyslides, ducs de Bohême ; il avait quatre fils dont Vitiko III († v. 1256) qui après 1225 fit construire le château de Rožmberk sur la Moldau (Vltava). C'est son fils Vok Ier († 1262) qui a été mentionné comme seigneur « de Rosenberg » (z Rožmberka) dans un acte du 22 juin 1250, délivré par le roi Venceslas Ier de Bohême.
Le fils aîné de Vitiko de Prčice, Vitiko II, devient l'ancêtre des seigneurs de Krumlov (Krumau).
Vers l'an 1240, la même famille construit le château de Český Krumlov dont la propriété après l'extinction de la lignée en 1302 revint également aux Rosenberg : par acte du 8 avril 1302, le roi Venceslas II a cédé la seigneurie à son chambellan Henri Ier de Rosenberg († 1310) qui y transféra sa résidence.
C'est à partir de cette époque que la famille gouverne de nombreuses terres du sud de la Bohême, dont Prčice, Vyšší Brod, Soběslav, Veselí, Zvíkov, Nové Hrady, Třeboň, Rožmberk, Strakonice, Sedlčany, Bechyně et Vimperk, mais également Libeň et Roudnice sur l'Elbe, ainsi que le château de Blankenberg près de Neufelden en Autriche. Pendant plus de trois siècles, les Rosenberg comptent parmi les dynasties les plus influentes du royaume, jusqu'à leur extinction à la mort de Pierre Vok de Rosenberg, le 6 novembre 1611. 

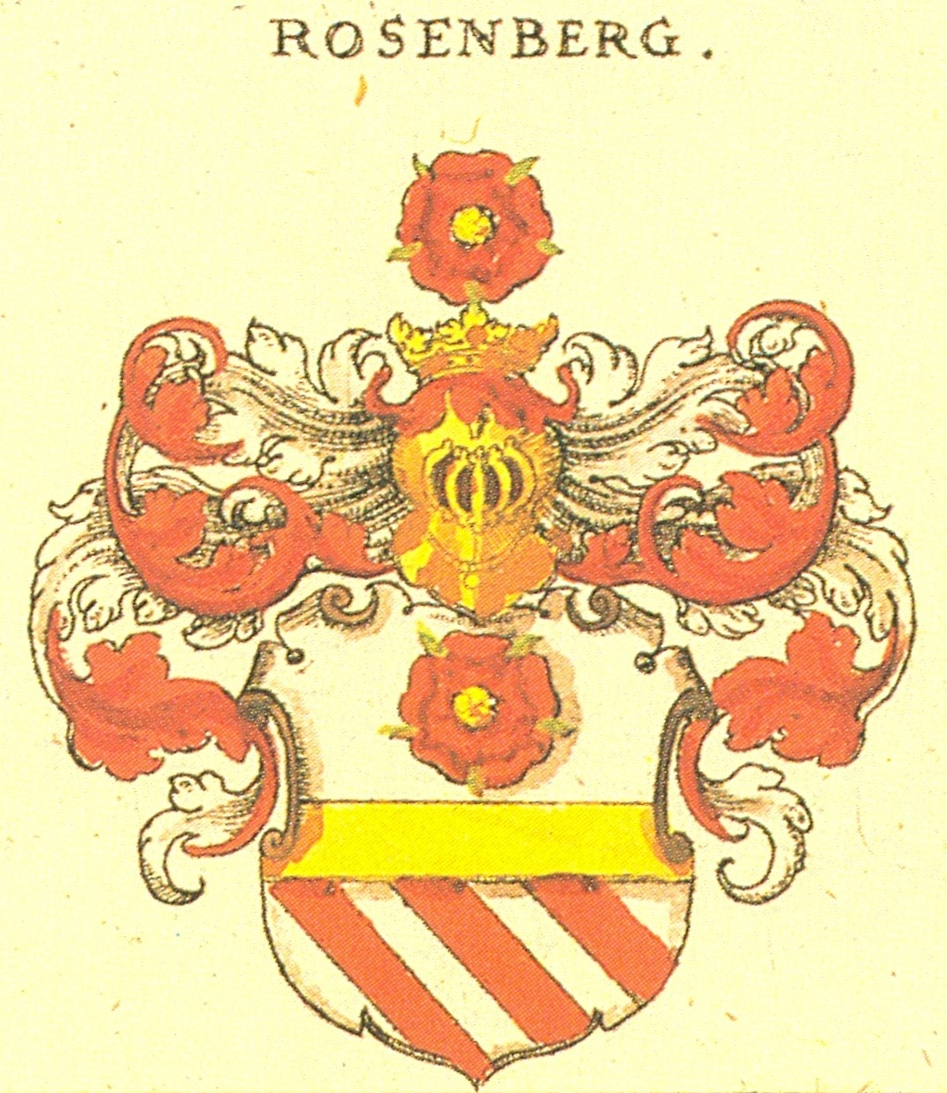
Les armoiries des Rosenberg au XVIe siècle.

Guillaume de Rosenberg (1535-1592), haut trésorier et haut burgrave de Bohême, en se référant à une prétendue filiation de la famille Orsini, ajouta de nouveaux éléments aux armoiries de la famille ; en 1683, quelques années après l'extinction des Rosenberg, cette légende est récupérée par la famille d'Orsini-Rosenberg en Styrie.

## Honneur
L'astéroïde (40230) Rožmberk est nommé en son honneur.